# 九龍宮 (臺北市)
九龍宮位在台灣台北市中山區龍江路，是主祀瑤池金母，並供奉玉皇大帝、天上聖母及財神等之道教廟宇。玉皇上帝分靈自松山奉天宮。另外，該廟宇的組織型態為管理人制，廟產和善款由信眾和九龍宮太子會所有。

## 歷史
該廟宇興建於1972年，1983年新建為樓高六層的仿古建築。
2015年，捐地建廟的原地主反悔，提起訴訟，原本一、二審法院都判神明免遷出，之後原地主改任退休轉任律師的前最高法院法官蕭仰歸後，官司逆轉，2021年，高院更一審，判決應遷廟還地。